# Spodnje Prebukovje
Spodnje Prebukovje este o localitate din comuna Slovenska Bistrica, Slovenia, cu o populație de 149 de locuitori.